# Servië en Montenegro op de Middellandse Zeespelen
Servië en Montenegro was een van de landen die deelnamen aan de Middellandse Zeespelen.

## Overzicht
Servië en Montenegro debuteerde op de vijftiende editie van de Middellandse Zeespelen, in 2005 in het Spaanse Almería. Tot vier jaar eerder nam het land deel aan de Middellandse Zeespelen onder de vlag van Joegoslavië. Bij diens debuut behaalde Servië en Montenegro 31 medailles, waarvan acht gouden. Het land hield in 2006 echter op te bestaan, waardoor het bij één deelname bleef. Sedert 2009 nemen Servië en Montenegro afzonderlijk deel aan de Middellandse Zeespelen.

## Medaillespiegel
| Editie       | Goud | Zilver | Brons | Totaal | Rang |
| Almería 2005 | 8    | 9      | 14    | 31     | 10   |
| Totaal       | 8    | 9      | 14    | 31     | 20   |

Albanië · Algerije · Andorra · Bosnië en Herzegovina · Cyprus · Egypte · Frankrijk · Griekenland · Italië · Joegoslavië · Jordanië · Kosovo · Kroatië · Libanon · Libië · Malta · Marokko · Monaco · Montenegro · Noord-Macedonië · Portugal · San Marino · Servië · Servië en Montenegro · Slovenië · Spanje · Syrië · Tunesië · Turkije · Verenigde Arabische Republiek